# أنطونيو غارسيا مونتيرو
أنطونيو غارسيا مونتيرو (بالإسبانية: Antonio García Montero)‏ (7 أغسطس 1991 في إسبانيا - ) هو لاعب كرة قدم إسباني في مركز الدفاع. لعب مع إيسيخا بالومبيي وخيتافي ب وريال بلد الوليد ب وMFK Zemplín Michalovce ‏.

## وصلات خارجية
- أنطونيو غارسيا مونتيرو على موقع قاعدة بيانات كرة القدم.إي يو (الإنجليزية)
- أنطونيو غارسيا مونتيرو على موقع Soccerway.com (الإنجليزية)
- أنطونيو غارسيا مونتيرو على موقع عالم كرة القدم.نت (الإنجليزية)